# غراهام أكيرمان
غراهام أكيرمان (بالإنجليزية: Graham Ackerman)‏ هو لاعب جمباز فني أمريكي، ولد في 14 يوليو 1983 في سياتل في الولايات المتحدة.